# Universidade de Münster
A Universidade de Münster ou, em alemão, Westfälische Wilhelms-Universität (WWU), é uma universidade pública em Münster, Renânia do Norte-Vestfália, Alemanha. Está instalada no Fürstbischöfliches Schloss Münster, um palácio barroco construído, entre 1767 e 1787, para residência do penúltimo Príncipe-bispo de Münster.
É uma importante universidade, de projeção internacional.

## História
A universidade foi fundada em 1780.

## Organização
- Faculdade de Teologia protestante
- Faculdade de Teologia católica
- Faculdade de Direito
- Faculdade de Economia
- Faculdade de Medicina
- Faculdade de Filosofia
  - Departamento da Instrução e Ciências Sociais
  - Departamento da Ciência da Psicologia e do Esporte
  - Departamento da História e Filosofia
  - Departamento da Filologia
- Faculdade de Matemática e Ciências Naturais
  - Departamento da Matemática e da Informática
  - Departamento da Física
  - Departamento da Química e da Farmácia
  - Departamento da Biologia
  - Departamento da Ciência de Terra
- Faculdade de Música